# سومي (لاعب كرة قدم)
سومي (بالفرنسية: Soumaïla Konaré)‏ هو لاعب كرة قدم مالي في مركز الوسط، ولد في 22 يونيو 1991 في مالي. لعب مع النادي الإفريقي وسيلتا فيغو ب وسيلتا فيغو ونادي ألباسيتي ب ونادي ألباسيتي ونادي غوادالاخارا.

## وصلات خارجية
- سومي على موقع قاعدة بيانات كرة القدم.إي يو (الإنجليزية)
- سومي على موقع Soccerway.com (الإنجليزية)